# Lista de prefeitos de Auriflama
Esta é a lista de prefeitos do município de Auriflama, estado brasileiro de São Paulo
| Nº | Prefeito(a) Municipal              | Partido                                          | Vice-Prefeito ou Substituto Legal                                                                      | Início do Mandato | Fim do Mandato | Observações                                                                                                |
| 1  | Lázaro Silva                       | Partido Democrata Cristão PDC                    | Aurélio Dainezi                                                                                        | 01/01/1955        | 31/12/1958     | Eleitos em 03/10/1954                                                                                      |
| 2  | João Matarézio                     | Partido Trabalhista Brasileiro PTB               | João Pacheco de Lima Filho                                                                             | 01/01/1959        | 31/12/1962     | Eleitos em 03/10/1958                                                                                      |
| 3  | José Cardoso                       | Partido Social Progressista PSP                  | Arnaldo Maria                                                                                          | 01/01/1963        | 22/11/1963     | Eleitos em 07/10/1962                                                                                      |
| —  | Arnaldo Maria                      | Aliança Renovadora Nacional ARENA                | Moysés Silva (1963-1964) Raul de Oliveira (1965-1966) Miguel Adad (1966)                               | 22/11/1963        | 31/12/1966     | Falecimento do Titular                                                                                     |
| 4  | João Matarézio                     | Movimento Democrático Brasileiro MDB             | João Pacheco de Lima Filho                                                                             | 01/01/1967        | 31/01/1970     | Eleitos em 15/11/1966                                                                                      |
| 5  | João Pacheco de Lima Filho         | Aliança Renovadora Nacional ARENA                | Oswaldo Siqueira Lyra                                                                                  | 01/02/1970        | 31/01/1973     | Eleitos em 30/11/1969                                                                                      |
| 6  | Alfio Frederico Sbroggio           | Movimento Democrático Brasileiro MDB             | Clélio Lemos Garcia                                                                                    | 01/02/1973        | 31/01/1977     | Eleitos em 15/11/1972                                                                                      |
| 7  | Fuad Kassis                        | Aliança Renovadora Nacional ARENA                | Jair Martins da Silva                                                                                  | 01/02/1977        | 31/01/1983     | Eleitos em 15/11/1976 cujo mandato foi prorrogado mediante Emenda Constitucional de 09/09/1980             |
| 8  | Pedro Matarézio                    | Partido do Movimento Democrático Brasileiro PMDB | João José de Paula (No exercício do cargo de 02/11 a 31/12/1985 e de 05/12/1987 a 29/02/1988)          | 01/02/1983        | 31/12/1988     | Eleitos em 15/11/1982 cujo mandato foi prorrogado em virtude de unificação das eleições municipais de 1988 |
| 9  | João José de Paula                 | Partido dos Trabalhadores PT                     | Aguinaldo Wedekin                                                                                      | 01/01/1989        | 31/12/1992     | Eleitos em 15/11/1988                                                                                      |
| 10 | Pedro Matarézio                    | Partido do Movimento Democrático Brasileiro PMDB | Delfim Silva Pires                                                                                     | 01/01/1993        | 01/06/1996     | Eleitos em 03/10/1992                                                                                      |
| —  | Delfim Silva Pires                 | Partido da Frente Liberal PFL                    | Adenor "Toto" Batista de Souza (1996)                                                                  | 02/06/1996        | 31/12/1996     | Licença em definitivo do Titular                                                                           |
| 11 | Fuad Kassis                        | Partido Progressista Brasileiro PPB              | Waldir Fiore                                                                                           | 01/01/1997        | 31/12/2000     | Eleitos em 03/10/1996                                                                                      |
| 12 | Pedro Matarézio                    | Partido do Movimento Democrático Brasileiro PMDB | Clélio Lemos Garcia                                                                                    | 01/01/2001        | 25/02/2004     | Eleitos em 01/10/2000                                                                                      |
| —  | Clélio Lemos Garcia                | Partido Socialista Brasileiro PSB                | Antonio José Silva (2004)                                                                              | 26/02/2004        | 31/12/2004     | Renúncia do Titular                                                                                        |
| 13 | José Jacinto Alves Filho           | Partido dos Trabalhadores PT                     | Antonio de Jesus Sardinha                                                                              | 01/01/2005        | 31/12/2008     | Eleitos em 03/10/2004                                                                                      |
| 13 | José Jacinto Alves Filho           | Partido da Social Democracia Brasileira PSDB     | Fernando Nassar Ferreira                                                                               | 01/01/2009        | 14/02/2009     | Eleitos em 05/10/2008                                                                                      |
| —  | Fernando Nassar Ferreira           | Partido da Social Democracia Brasileira PSDB     | Lourival Alcides da Cruz Filho (2009) Osvaldo de Mattos Nunes (2010)                                   | 15/02/2009        | 20/02/2010     | Licença do Titular                                                                                         |
| —  | José Jacinto Alves Filho           | Partido da Social Democracia Brasileira PSDB     | Fernando Nassar Ferreira                                                                               | 22/02/2010        | 31/12/2012     | Retorno do Titular                                                                                         |
| 14 | Ivanilde Della Roveri Rodrigues    | Partido do Movimento Democrático Brasileiro MDB  | Paulo Eduardo Tomaz da Silva                                                                           | 01/01/2013        | 31/12/2016     | Eleitos em 07/10/2012                                                                                      |
| 15 | Otávio Henrique Ortunho Wedekin    | Partido da Social Democracia Brasileira PSDB     | Lourival Alcides da Cruz Filho                                                                         | 01/01/2017        | 31/12/2020     | Eleitos em 02/10/2016                                                                                      |
| 16 | Kátia Conceição Morita de Carvalho | Movimento Democrático Brasileiro MDB             | Adalto Pereira dos Santos Renato Marinho dos Santos (2021-2022) Vágner Oliveira de Angelis (2023-2024) | 01/01/2021        | 31/12/2024     | Eleitos em 15/11/2020 (vice-prefeito faleceu em 31/05/2021)                                                |
| 16 | Kátia Conceição Morita de Carvalho | Movimento Democrático Brasileiro MDB             | Ismael Fernandes                                                                                       | 01/01/2025        | 31/12/2028     | Eleitos em 06/10/2024, ratificado pelo TRE-SP em 18/11/2024                                                |